# I vitelloni
I vitelloni è un film commedia del 1953 diretto da Federico Fellini.
Il film è incentrato sulle vicende di un gruppo di cinque giovani: l'intellettuale Leopoldo (Leopoldo Trieste), il donnaiolo Fausto (Franco Fabrizi), l'introverso Moraldo (Franco Interlenghi), l'infantile Alberto (Alberto Sordi) e l'inguaribile giocatore Riccardo (Riccardo Fellini).

## Trama
Su una spiaggia di sera si tiene il concorso di bellezza per "Miss Sirena" 1953. Improvvisamente scoppia un temporale e la vincitrice, Sandra, improvvisamente sviene. Arriva il medico che fa allontanare tutti, ma il trentenne donnaiolo Fausto capisce immediatamente la causa del malore di Sandra. Corre subito a casa e prepara la valigia, chiede dei soldi al padre, Francesco, e gli dice che deve partire per Milano in cerca di lavoro.
Intanto arriva preoccupato il fratello di Sandra, Moraldo, che gli fa sapere che Sandra è semplicemente incinta. Fausto sa bene di essere il responsabile e, su pressione di suo padre, non può fare altro che sposarla, sebbene gli amici si prendano beffe di lui. Al matrimonio tuttavia ci sono tutti.
I neo-sposini partono per Roma in luna di miele, proprio mentre serpeggia tra gli amici qualche malumore. Alberto, che appare il più sicuro di sé, continua a godersela tra biliardo, scherzi e scommesse. Con una scusa, prima chiede un prestito di 500 lire alla sorella Olga, l'unica della famiglia che lavora, per poter scommettere alle corse dei cavalli, ma successivamente la rimprovera di mantenere una relazione segreta con un uomo separato, ma coniugato e che quindi non potrà mai sposarla. Al ritorno dal viaggio di nozze, Fausto, grazie a suo suocero, riesce a trovare lavoro presso un venditore di oggetti sacri, Michele.
Fausto, sebbene sposato e in attesa di un figlio, continua a frequentare i vecchi amici e a cercare di sedurre altre donne. Una sera, al cinema con Sandra, sua moglie, non perde l'occasione di fare piedino alla bella sconosciuta seduta accanto. Quando la donna s'allontana, lasciata la moglie con una scusa, la insegue, la raggiunge, la corteggia e la bacia. È soddisfatto di sé, ma tornato sui suoi passi, alla vista della moglie fa finta di niente.
Arriva il carnevale. Si deve far festa. Nel locale del ballo, Fausto si accorge di Giulia, la moglie del suo principale, elegante e allegra per l'occasione, e si ripromette di sedurla. Durante la festa Alberto, ubriaco, sembra rendersi conto di quanto la sua vita sia vuota e stupida, ma non ha il coraggio di cambiare.

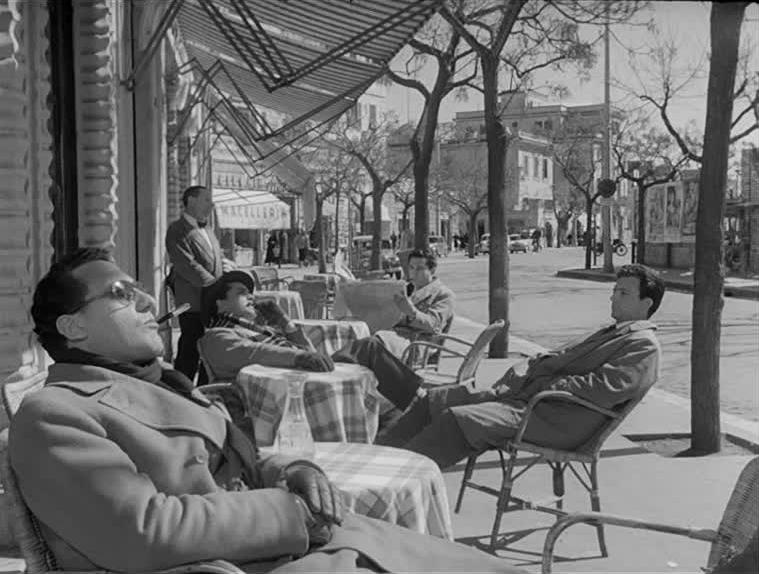
I "vitelloni" spiaggiati al bar

Il giorno dopo Olga, che era il sostegno della famiglia, parte con il suo uomo tra le lacrime della madre e del fratello, l'una dispiaciuta anche per la mancanza di quell'unico reddito e l'altro per il dover promettere alla madre di trovarsi un posto.
Fausto, invece, non solo arriva assai in ritardo al lavoro, ma con una scusa, nel retro del negozio, cerca di strappare un bacio a Giulia che però gli resiste indignata. Michele li vede imbarazzati e non gli è difficile capire quello che è appena successo. Convoca l'ingrato Fausto e lo licenzia. A Moraldo, Fausto dice invece che è stata Giulia a provocarlo e, essendo stata respinta, lo ha fatto licenziare ingiustamente e senza preavviso. Per ripicca quindi si fa aiutare da Moraldo a sottrarre dal negozio un angelo di legno, che però non riescono a vendere come speravano, e che affidano ad un povero sprovveduto chiamato Giudizio.
Il furto viene scoperto. A pranzo il padre di Sandra è furibondo. Accusa il figlio e il genero di aver rubato l'angelo, e di averlo costretto, per questo, a supplicare i carabinieri di poter risarcire direttamente l'azione vergognosa senza ulteriori conseguenze. Accusa inoltre Fausto di aver insidiato la moglie del suo più caro amico. Sandra scoppia in lacrime e scappa in camera. Il fratello ingenuamente la rassicura, raccontandole la versione di Fausto, utile però per far riconciliare la coppia. Nasce il piccolo Moraldo, gioia della famiglia, e Fausto si sente meno osservato. È alla ricerca di un nuovo lavoro, ma non riesce ad abbandonare la vecchia compagnia di amici (Alberto, Moraldo, Riccardo, Leopoldo) con i quali ha trascorso una giovinezza fatta di superficialità e irresponsabilità.
Leopoldo, da parte sua, è riuscito a convincere Sergio Natali, un famoso attore teatrale, a dargli l'opportunità di leggergli una sua commedia. Gli amici, che l'accompagnano, sono emozionati, ma alla lunga si annoiano: sono molto più interessati alle ballerine con le quali scherzano e ballano. L'aspirante drammaturgo è lusingato dalle entusiastiche lodi dell'anziano attore, che però poi gli rivolge avànces ambigue, chiedendogli di accompagnarlo sulla spiaggia, fredda e deserta, in maniera così inquietante da farlo scappare via.
È notte fonda e Moraldo sta aspettando Fausto che aveva passato la serata con una delle ballerine del varietà. È dispiaciuto per la sorella Sandra e lo rimprovera. A casa Sandra, dopo aver atteso Fausto fino a tardi, gli impedisce di accarezzare il figlio e scoppia in lacrime. È stanca dei suoi tradimenti e all'alba, mentre il marito dorme, prende il bambino e scappa. Fausto e gli altri amici iniziano una vana ricerca, ma Moraldo, indispettito, decide di fare da solo. Il tempo passa e la fame aumenta, così, distratti dalle dolcezze della campagna circostante, si fermano a mangiare. Fausto invece continua le ricerche per conto suo.

La celebre scena in cui Alberto Sordi fa il famoso gesto dell'ombrello.

A casa la donna di servizio in lacrime gli dice che i genitori si sono recati in questura per denunciare la scomparsa di Sandra e del figlio, e che la stanno cercando al mare. Fausto si reca sulla spiaggia e qui incontra casualmente la donna del cinema che si mostra interessata a rivederlo, ma lui è angosciato e confuso e si allontana da lei. Torna a casa dove incontra Moraldo e si dispera dicendo che vuol farla finita, ma Moraldo gli rimprovera di essere troppo vigliacco anche per questo. Trova però il coraggio di tornare al negozio di oggetti religiosi e raccontare a Michele, piangendo, che Sandra non si trova. Intanto Alberto in macchina con gli altri due di ritorno dal pranzo, alla vista lungo la strada di alcuni "lavoratori della mazza", affaticati, li sbeffeggia con l'esclamazione Lavoratori!! e col gesto dell'ombrello. Ma dopo pochi metri la macchina si ferma per un guasto. Inseguito, non gli resta che scappare via.
A sera, di ritorno alla casa paterna, Fausto riceve dalla sorellina la bella notizia che Sandra è là. Si era infatti rifugiata a casa del suocero. Ma qui il padre Francesco l'attende per dargli una dura lezione, picchiandolo con la cinghia dei pantaloni, sostenuto dall'amico Michele che tiene a bada Sandra che lo supplica di smettere.
Finalmente consapevole delle responsabilità che comporta l'aver creato una famiglia, Fausto riunito alla moglie e al figlio, sembra essersi ravveduto.
Alla fine Moraldo è l'unico ad avere il coraggio di lasciare il paese, partendo in treno per Roma. Alla stazione viene scorto dal giovane Guido, un fattorino adolescente che già lavora come ferroviere, nonostante la giovane età. Il treno parte mentre Moraldo immagina i suoi compagni ancora dormienti nei loro letti.
L'ultima inquadratura è dedicata proprio a Guido, di spalle, che cammina in equilibrio su una rotaia del binario da cui è partito il treno.

## Produzione
Il personaggio di Riccardo è interpretato da Riccardo Fellini, fratello del regista. La voce di Fausto, interpretato da Franco Fabrizi, è doppiata da Nino Manfredi. Nell'ultima scena del film la battuta di Moraldo che saluta Guido dal treno è doppiata da Federico Fellini stesso per rimarcare l'elemento autobiografico della sua partenza dalla città natale.
Dopo gli insuccessi de Lo sceicco bianco e di Mamma mia, che impressione!, fu Fellini a perorare la scritturazione di Sordi davanti alle perplessità dei produttori cinematografici della pellicola.

### Riprese
La trama del film, scritta inizialmente da Ennio Flaiano, era stata concepita per essere situata a Pescara, sua città natale. Fellini decise invece d'ambientarlo nella sua nativa e amata Rimini, anch'essa una città costiera sul Mare Adriatico. Tuttavia le riprese si svolsero interamente tra Firenze, Viterbo, Ostia e Roma, tra il dicembre del 1952 ed il gennaio successivo.

## Distribuzione
Il film fu presentato in concorso ufficiale alla 14ª Mostra internazionale del cinema di Venezia.
La prima proiezione invece nelle sale cinematografiche italiane privata avvenne presso Porta San Paolo a Roma, il 17 settembre 1953, alla presenza di giornalisti, produttori e critici, che accolsero la pellicola con freddezza.
I vitelloni fu anche il primo film di Fellini distribuito all'estero: infatti uscì negli Stati Uniti nel novembre del 1956.

## Accoglienza

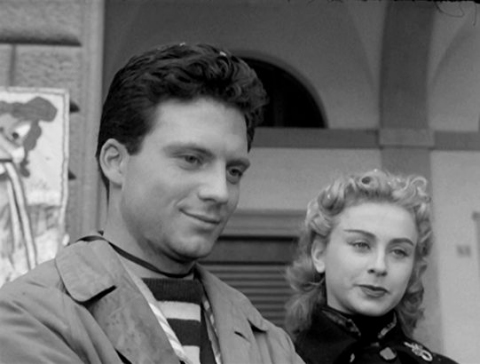
Una scena del film con Vira Silenti e uno dei protagonisti, Franco Interlenghi

### Incassi
Campione di incassi in Argentina (dove è uscito il 10 marzo 1954), il film andò molto bene in Francia (dove è arrivato il 23 aprile 1954) e Regno Unito (il 31 ottobre 1954); in seguito guadagnò una certa fama anche altrove, e diversi cineasti di tutto il mondo lo notarono.
Negli Stati Uniti incassò altri 97.944 dollari.

### Critica
Il regista Stanley Kubrick rese nota nel 1963 una classifica dei suoi film preferiti in assoluto, in cui questo appare al primo posto.
Il film è stato poi selezionato tra i 100 film italiani da salvare.

## Riconoscimenti
- 1953 – Premio Oscar
  - Candidatura alla migliore sceneggiatura originale a Tullio Pinelli, Federico Fellini e Ennio Flaiano[11]

- 1953 – Mostra del cinema di Venezia
  - Leone d'argento a Federico Fellini

- 1954 – Nastro d'argento
  - Miglior regia a Federico Fellini
  - Migliore attore non protagonista a Alberto Sordi
  - Miglior produttore a Lorenzo Pegoraro[12]